# 비센테 롬바르도 톨레다노

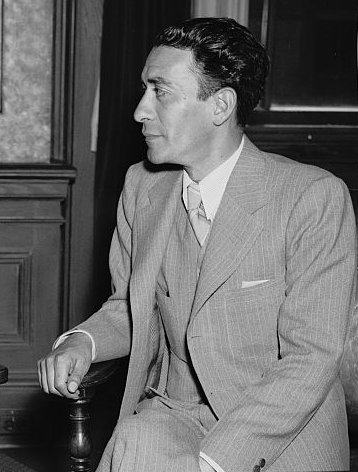

비센테 롬바르도 톨레다노(스페인어: Vicente Lombardo Toledano, 1894년 7월 16일 - 1968년 11월 16일)는 20세기 상반기 멕시코의 가장 중요한 노동계 지도자였다. “멕시코 마르크스주의의 주임사제(dean), 멕시코 사회주의와 국제사회주의의 연결고리”라고 불렸다. 1936년, 멕시코 혁명당과 제휴하는 노총인 멕시코 노동자총연맹(CTM)을 설립했다. 제2차 세계대전 이후 노조에서 숙청당하자 나르키소 바솔스와 함께 인민당을 창당했다.